# Staatliche Pädagogische Universität Pensa

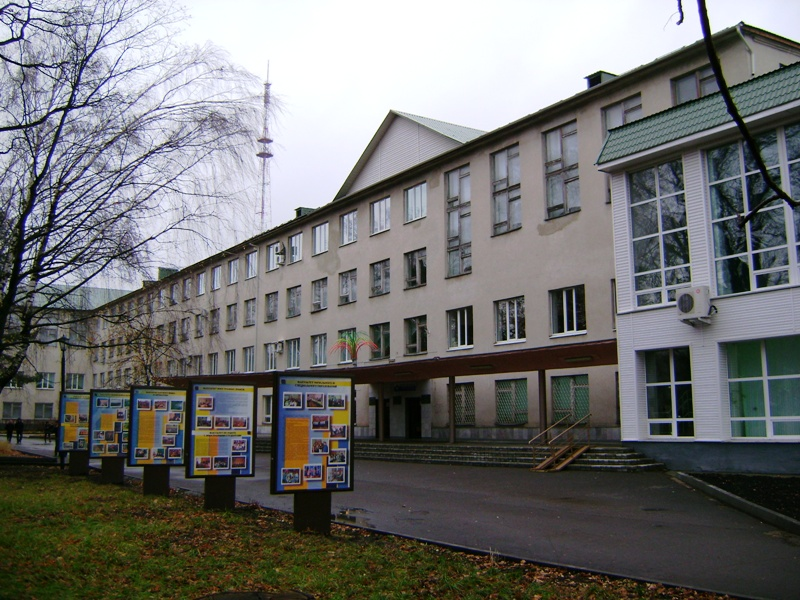
Hauptgebäude der W.-G.-Belinski Universität Pensa, November 2008

Die Staatliche Pädagogische Universität Wissarion Grigorjewitsch Belinski Pensa (russisch Пензенский государственный педагогический университет им. В.Г. Белинского Pensenski gossudarstwennyj pedagogitscheski uniwersitet imeni W.G. Belinskogo) war eine Universität in Pensa, Russland. Sie trug den Namen des Literaturkritikers und Philosophen Wissarion Belinski (1811–1848).

## Aufbau
Die Universität besaß zwölf Fakultäten, an denen 6000 Direktstudenten und 4000 Fernstudenten studierten.

## Geschichte
Die Geschichte begann am 1. Juli 1939, als ein Lehrerinstitut auf Basis eines Pädagogischen Kollegs gegründet wurde. 1941 wurde es in Pädagogisches Institut umbenannt. Es hatte zwei Fakultäten: die Fakultät für Russisch und Literatur und die Physisch-mathematische Fakultät. 1948 erhielt das Institut den Namen Belinskis und 1994 den Status einer Universität.
2013 wurde die Universität als Pädagogisches Institut Wissarion Grigorjewitsch Belinski in die Staatliche Universität Pensa eingegliedert.